# فلوکونازول
فلوکنازول (به انگلیسی: Fluconazole)
رده درمانی: عوامل ضد قارچ
اشکال دارویی: قرص، کپسول

## موارد مصرف
- کاندیدیازیس واژینال.
- کاندیدیازیس دهانی-حلقی و مری.
- مننژیت کریپتوکوکی.
- پیشگیری: فلوکونازول در کاهش میزان عفونت‌های کاندیدیاز در بیمارانی که تحت پیوند مغز استخوان قرار گرفته، شیمی درمانی یا پرتودرمانی می‌شوند مورد استفاده قرار می‌گیرد.

## مکانیسم اثر
فلوکونازول اثر ضد قارچ خود را، از طریق مهار آنزیم سیتوکروم P-۴۵۰ اعمال می‌کند. با مهار این سیتوکروم، تولید ارگوسترول که یک جزء حیاتی در غشاء سلولی قارچ است، مختل می‌گردد. آزول‌ها (فلوکونازول، کتوکونازول و ایتراکونازول) در برابر قارچ‌ها، توکسیسیته انتخابی دارند، زیرا در سنتز ارگوسترول، که استرول منحصربه‌فرد غشای سلولی قارچ‌ها می‌باشد، تداخل می‌نمایند و با غشای سلول‌های بدن کاری ندارند. آزول‌ها با مهار تولید ارگوسترول، نفوذپذیری غشای سلولی قارچ را مختل می‌کنند.

## مسمومیت دارویی با فلوکونازول و درمان آن
مصرف بیش از حد فلوکونازول می‌تواند باعث مسمومیت دارویی شود که با علائمی مانند توهم، رفتارهای بدبینانه، تنگی نفس، افتادگی پلک، عدم کنترل ادرار و سیانوز همراه است. درمان شامل شست‌وشوی معده و درمان‌های علامتی است.

## عوارض جانبی
تهوع، استفراغ، اسهال، عوارض کبدی و حساسیت جلدی-مخاطی نسبت به دارو، سوزش و درد معده.